# Comuna Mîkolaiivka, Veselînove
Mîkolaiivka (în ucraineană Миколаївка) este o comună în raionul Veselînove, regiunea Mîkolaiiv, Ucraina, formată din satele Mîkolaiivka (reședința), Podoleanka, Stepanivka, Suha Balka și Ursolivka.

## Demografie
Componența lingvistică a comunei Mîkolaiivka
     Ucraineană (92,88%)
     Rusă (5,57%)
     Alte limbi (0,93%)
Conform recensământului din 2001, majoritatea populației comunei Mîkolaiivka era vorbitoare de ucraineană (92,88%), existând în minoritate și vorbitori de rusă (5,57%).